# 迪耶讷
迪耶讷（法語：Dienne，法語發音：[djɛn]）是法国康塔尔省的一个市镇，位于该省北部，属于圣弗卢尔区。

## 地理
迪耶讷（45°9'31"N, 2°47'13"E）面积46.33 平方千米，位于法国奥弗涅-罗讷-阿尔卑斯大区康塔爾省，该省份为法国中南部省份，位于法國中央高原中心，北起科雷兹省、上盧瓦爾省和多姆山省，西接洛特省和科雷兹省，南至阿韦龙省和洛特省，东临上盧瓦爾省和洛泽尔省。
与迪耶讷接壤的市镇（或旧市镇、城区）包括：谢拉德、勒克洛、拉韦西耶尔、拉维日里、圣萨蒂南、塞居莱维拉、韦尔诺勒、米拉、沙瓦尼亚克。
迪耶讷的时区为UTC+01:00、UTC+02:00（夏令时）。

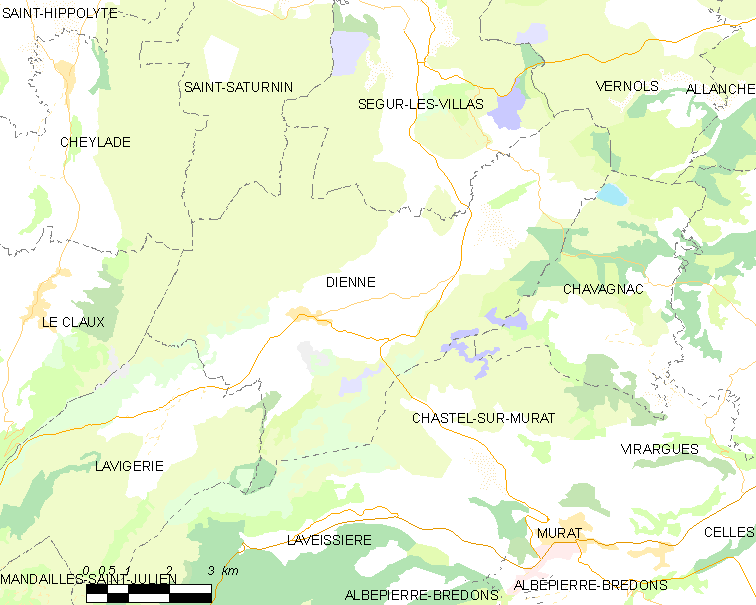
迪耶讷的OSM定位图

## 行政
迪耶讷的邮政编码为15300，INSEE市镇编码为15061。

## 政治
迪耶讷所属的省级选区为米拉县。

## 人口

1962-2008年间迪耶讷人口变化图示

迪耶讷于2022年1月1日时的人口数量为238人。